# Daan de Jongh
Daniël (Daan) de Jongh (Amsterdam, 15 juni 1921 – 30 september 1962) was een Nederlands voetballer en trainer van De Volewijckers. Hij overleed op 41-jarige leeftijd aan een hartinfarct in de spelersbus tijdens de terugreis na de wedstrijd tegen DOS in Utrecht.

## Loopbaan

### Beginjaren
In april 1933 werd hij ingeschreven als jeugdlid van De Volewijckers. Hij speelde vijf jaar in de jeugdafdeling en kwam op 17-jarige leeftijd in het eerste elftal. In zijn debuutseizoen 1938/39 werd de club kampioen in de Derde klasse. In de nacompetitie lukte het niet om te promoveren. Na de noodcompetitie in het seizoen 1939/40, ingesteld vanwege de mobilisatie van het Nederlandse leger, slaagde de Noord-Amsterdamse club er in 1941 eindelijk in de Tweede klasse te bereiken. Na het ongeslagen kampioenschap (22 overwinningen in 22 duels) won De Volewijckers - na mislukte pogingen  in 1935, 1937 en 1939 - de promotiecompetitie.

### Jeugdinternational
Ondanks dat De Jongh met De Volewijckers op het derde niveau speelde, kwam hij in beeld voor de nationale jeugdselectie. Een halfjaar na zijn debuut in het eerste elftal werd hij opgeroepen voor het Nederlands jeugdelftal. Hij debuteerde op 19 maart 1939 in de met 1-2 gewonnen uitwedstrijd tegen België. Daan de Jongh scoorde de openingstreffer en de tweede goal was van Abe Lenstra.. 
De return vond een maand later (23 april) plaats op het terrein van AFC in Amsterdam. Nederland klopte de Belgen met 8-1 en De Jongh scoorde de 2-0. 

### Topjaren in oorlog
Daan de Jongh beleefde zijn beste periode tijdens en vlak na de oorlog. Hij had de pech dat in die tijd geen interlandvoetbal mogelijk was waardoor hij een mogelijke uitverkiezing voor het Nederlands elftal misliep.
De Volewijckers debuteerde in de Eerste klasse met de zevende plaats in het seizoen 1942/43. Het jaar erna won de Amsterdamse club het landkampioenschap. Topschutter De Jongh was dat seizoen in topvorm. Hij scoorde in de reguliere competitie 22 keer in achttien duels. In de acht wedstrijden om het landskampioenschap kwamen daar nog dertien treffers bij. Daarmee had hij een groot aandeel in het succes.    
Op tweede pinksterdag 29 mei 1944 scoorde hij het laatste doelpunt in de met 4-1 gewonnen slotwedstrijd tegen Heerenveen in het Olympisch Stadion waardoor De Volewijckers de landstitel binnenhaalde.

### Voetbal na bevrijding
De Volewijckers kon in het seizoen 1944/45 de landstitel niet verdedigen omdat de competitie was stilgelegd. In november 1945 ging het eerste naoorlogse seizoen van start. De Volewijckers eindigde als tweede, vlak achter kampioen Ajax. Daan de Jongh had de onderbreking van anderhalf jaar goed doorstaan want hij scoorde 23 keer in achttien duels.
Een jaar later was De Volewijckers weer dicht bij het kampioenschap maar de beslissingswedstrijd tegen stadgenoot Blauw-Wit werd met 3-1 verloren op 13 juni 1947. De Jongh bleef dat seizoen op twaalf goals steken.

### Stapje terug
Bij de aanvang van het seizoen 1948/49 ontbrak Daan de Jongh in de opstelling. Hij zou uit vorm zijn en speelde in het derde elftal. Aan het einde van de competitie speelde hij nog twee duels waarin hij drie keer scoorde.
In september 1949 was hij weer terug. Na enkele mindere jaren kende De Volewijckers een opleving en eindigde op de tweede plaats. De Jongh werd met dertien goals clubtopscorer. Het seizoen 1950/51 was zijn laatste. Op zijn dertigste jaar stopte hij en werd trainer bij KFC.
Toch zou hij vijf jaar later een kortstondige comeback maken om de club uit de brand te helpen. Hij speelde twee duels, de allerlaatste was op 2 april 1956 in de met 11-4 verloren uitwedstrijd tegen Feijenoord. Hij speelde 377 wedstrijden voor De Volewijckers waarvan 192 competitieduels.

### Terug als trainer
De Volewijckers verjongde midden jaren vijftig het elftal drastisch. Jeugdtrainer Evert Teunissen werd in 1956 hoofdcoach en hij hevelde de succesvolle A1-junioren vrijwel geheel over. Halverwege het seizoen 1958/59 kwam een kink in de kabel. De Volewijckers verloor de eerste drie duels van 1959 en zakte naar de voorlaatste plaats van de Eerste divisie B. Na de met 0-2 verloren thuiswedstrijd tegen RBC bood Teunissen in een brief aan het bestuur zijn ontslag aan. Aan De Jongh werd gevraagd, hij trainde op dat moment de Amsterdamse amateurclub HEDW, om per direct het roer over te nemen. Volewijckers behaalde met De Jongh als interim-coach dertien punten uit de laatste elf wedstrijden en klom op naar de veilige twaalfde plaats.
Hij mocht aanblijven alhoewel dispensatie van de KNVB nodig was.

### Abrupt einde
De Volewijckers vond de weg omhoog en eindigde in het seizoen 1960/61 als tweede in de Eerste divisie A. In de promotiecompetitie bereikte de club de Eredivisie na het 4-4 gelijkspel in de uitwedstrijd tegen Elinkwijk op 4 juli 1961. Dat gebeurde in het slotkwartier met tien spelers na een 4-1 achterstand. Deze wedstrijd werd bekend als Het wonder van Zuilen. 
Bij het debuut in de Eredivisie eindigde de club als elfde. In het volgende seizoen kende De Volewijckers een lastige start. Op 30 september 1962 ging de uitwedstrijd tegen DOS met 3-1 verloren. Tijdens de terugreis kreeg De Jongh een hartinfarct in de spelersbus en raakte buiten bewustzijn. De chauffeur reed op hoge snelheid door naar het Onze Lieve Vrouwe Gasthuis in Amsterdam waar hij bij aankomst bleek te zijn overleden.
Hij werd op donderdag 4 oktober begraven onder grote belangstelling vanuit de sportwereld.
Een lang lint van Noord-Amsterdammers vormde een rouwstoet van Sportpark Mosveld naar de Noorderbegraafplaats. Zijn kist was bedekt met de groenwitte clubvlag. 
Tijdens de viering van 100-jarig bestaan van De Volewijckers op 31 oktober 2021 werd hij postuum benoemd tot erelid.

## Clubstatistieken
| Seizoen         | Club            | Land            | Competitie                               | Competitie      | Competitie      | Beker           | Beker           | Internationaal  | Internationaal  | Overig          | Overig          | Totaal          | Totaal          |
| Seizoen         | Club            | Land            | Competitie                               | Wed.            | Dlp.            | Wed.            | Dlp.            | Wed.            | Dlp.            | Wed.            | Dlp.            | Wed.            | Dlp.            |
| --------------- | --------------- | --------------- | ---------------------------------------- | --------------- | --------------- | --------------- | --------------- | --------------- | --------------- | --------------- | --------------- | --------------- | --------------- |
| 1938/39         | De Volewijckers | Nederland       | Derde klasse C West I                    | 18              | ?               | –               | –               | –               | –               | 4               | 1               | 22              | 1               |
| 1939/40         | De Volewijckers | Nederland       | Tweede/derde klasse D West I (noodcomp.) | 16              | 6               | –               | –               | –               | –               | –               | –               | 16              | 6               |
| 1940/41         | De Volewijckers | Nederland       | Derde klasse C West I                    | 20              | ?               | –               | –               | –               | –               | 5               | 4               | 25              | 4               |
| 1941/42         | De Volewijckers | Nederland       | Tweede klasse B West I                   | 19              | 15              | –               | –               | –               | –               | 4               | 3               | 23              | 18              |
| 1942/43         | De Volewijckers | Nederland       | Eerste klasse West I                     | 15              | 8               | –               | –               | –               | –               | –               | –               | 15              | 8               |
| 1943/44         | De Volewijckers | Nederland       | Eerste klasse West I                     | 18              | 22              | –               | –               | –               | –               | 8               | 13              | 26              | 35              |
| 1944/45         | Geen competitie | Geen competitie | Geen competitie                          | Geen competitie | Geen competitie | Geen competitie | Geen competitie | Geen competitie | Geen competitie | Geen competitie | Geen competitie | Geen competitie | Geen competitie |
| 1945/46         | De Volewijckers | Nederland       | Eerste klasse West I                     | 18              | 23              | –               | –               | –               | –               | –               | –               | 18              | 23              |
| 1946/47         | De Volewijckers | Nederland       | Eerste klasse West II                    | 20              | 12              | –               | –               | –               | –               | 1               | 0               | 21              | 12              |
| 1947/48         | De Volewijckers | Nederland       | Eerste klasse West I                     | 15              | 9               | –               | –               | –               | –               | –               | –               | 15              | 9               |
| 1948/49         | De Volewijckers | Nederland       | Eerste klasse West I                     | 2               | 3               | –               | –               | –               | –               | –               | –               | 2               | 3               |
| 1949/50         | De Volewijckers | Nederland       | Eerste klasse West II                    | 18              | 13              | –               | –               | –               | –               | –               | –               | 18              | 13              |
| 1950/51         | De Volewijckers | Nederland       | Eerste klasse C                          | 11              | 5               | –               | 0               | 0               | 0               | 0               | 0               | 11              | 5               |
| 1951-1955       | Niet gespeeld   | Niet gespeeld   | Niet gespeeld                            | Niet gespeeld   | Niet gespeeld   | Niet gespeeld   | Niet gespeeld   | Niet gespeeld   | Niet gespeeld   | Niet gespeeld   | Niet gespeeld   | Niet gespeeld   | Niet gespeeld   |
| 1955/56         | De Volewijckers | Nederland       | Hoofdklasse B                            | 2               | 0               | –               | –               | 0               | 0               | 0               | 0               | 2               | 0               |
| Carrière totaal | Carrière totaal | Carrière totaal | Carrière totaal                          | 192             | 116             | –               | –               | –               | –               | 22              | 21              | 214             | 137             |